# L'Mekrareg Airport
L'Mekrareg Airport är en flygplats i Algeriet. Den ligger i den norra delen av landet, 300 km söder om huvudstaden Alger. L'Mekrareg Airport ligger 765 meter över havet.
Terrängen runt L'Mekrareg Airport är platt. Runt L'Mekrareg Airport är det glesbefolkat, med 13 invånare per kvadratkilometer. Närmaste större samhälle är Laghouat, 7,0 km nordväst om L'Mekrareg Airport. Trakten runt L'Mekrareg Airport är ofruktbar med lite eller ingen växtlighet.